# Sturm der Finsternis
Sturm der Finsternis ist der zwölfte von vierzehn Romanen (in der deutschen Erstausgabe sind es 37) in der High-Fantasy-Saga Das Rad der Zeit des US-amerikanischen Autors  Robert Jordan. Er wurde erstmals 2009 als The Gathering Storm veröffentlicht. Auf Deutsch ist der Roman in zwei Teilen, Der aufziehende Sturm und Die Macht des Lichts, in der Übersetzung durch Andreas Decker 2010 bei Piper erschienen. Eine Gesamtübersetzung unter dem Titel Sturm der Finsternis erschien 2016 ebenfalls bei Piper.
Es war unvollständig, als sein Autor, Robert Jordan, am 16. September 2007 an Amyloidose starb. Seine Witwe Harriet McDougal und sein Verleger Tom Doherty wählten Brandon Sanderson aus, um das Buch nach Jordans Tod fortzusetzen.
Jordan hatte ursprünglich vor, die Serie in einem einzigen Band mit dem Titel „A Memory of Light“ zu beenden, aber als Sanderson mit dem Schreiben des Buches begann, wurde klar, dass eine Aufteilung erforderlich war, da man glaubte, dass ein einzelner Band zu umfangreich zum Drucken wäre. Das erwartete letzte Buch wurde dann in drei Bände aufgeteilt: Sturm der Finsternis, Mitternachtstürme und Das Vermächtnis des Lichts. Die Bücher wurden im Abstand von einem Jahr veröffentlicht, wobei der erste Band „The Gathering Storm“ am 27. Oktober 2009 veröffentlicht wurde; eine Woche früher als ursprünglich angekündigt. Nach seiner Veröffentlichung stieg er sofort auf Platz 1 der Hardcover-Literatur der The New York Times-Bestsellerliste auf und war damit das fünfte Roman aus der Rad der Zeit-Reihe in Folge, der dies schaffte.
Die drei Bücher werden zusammen das umfassen, was als Jordans letzte Vision der Serie angesehen werden kann. Im Vorwort stellt Sanderson fest, dass sie als "die drei Bände von "A Memory of Light" oder als die letzten drei Bücher von "The Wheel of Time" angesehen werden können. Beide Ansichten sind richtig." Er kommentiert auch den unterschiedlichen Schreibstil und erklärt, dass es mit verschiedenen Filmregisseuren verglichen werden könnte, die aus demselben Skript ein Drehbuch erarbeiten.

## Handlung
Die Handlung der Serie führte zur „Letzten Schlacht“ (Tarmon Gai'don) – einem Kampf zwischen den Mächten von Licht und Schatten. Gemäß der Prophezeiung in der Serie wird der primäre Protagonist Rand al'Thor als der Wiedergeborene Drache „den [Kampf] bestreiten“ und muss tatsächlich wiedergeboren sein, damit die Kräfte des Lichts eine Chance haben zu gewinnen. Ziel ist es das als Dunkler bekannte Wesen, den primären Antagonisten, daran zu hindern aus seinem Gefängnis zu entkommen.
Sturm der Finsternis folgt vielen Handlungssträngen, konzentriert sich aber auf zwei Charaktere, Rand al'Thor und Egwene al'Vere. Während es al'Thors Versuchen folgt, die Streitkräfte der Welt für die letzte Schlacht zu vereinen und zu sammeln, thematisiert es auch seinen Kampf mit seiner geistigen Gesundheit, verursacht durch die Beeinflussung seines Geistes durch den Einsatz der männlichen Hälfte der Einen Macht (Saidar). Die Vereinigung der Weißen Burg, dem Hauptquartier der weiblichen Nutzer der Einen Macht, bekannt als Aes Sedai, wird aus al'Veres Perspektive thematisiert, wie die Aufdeckung der Schwarzen Ajah, einer geheimnisvollen und gegensätzlichen Fraktion innerhalb der Geschichte. Während die Geschichten anderer Hauptfiguren wie Perrin Aybara und Mat Cauthon nur kurz angerissen werden. Die beiden haben wenig Einfluss auf die Haupthandlungslinie. Einige Hauptfiguren wie Elayne Trakand und Lan Mandragoran erscheinen überhaupt nicht, werden aber erwähnt.

## Synopsis

### Rand al'Thor
Als Rands Handlungen in der Geschichte beginnen, stellt er die Ordnung in der Nation Arad Doman wieder her, während er nach Graendal sucht, einer der bevorzugten Dienerinnen des Dunklen Königs, bekannt als eine der Verlorenen. Die Aes Sedai arbeiten mit Rand zusammen, um Semirhage zu verhören, eine weitere Verlorene, die am Ende von Die Traumklinge gefangen genommen wurde. 
Nachdem sie von ihren Verbündeten befreit wurde, erhält Semirhage ein männliches A'dam, einen Gegenstand, der verwendet wird, um männliche Machtlenker zu kontrollieren und legt es um Rands Hals. Sie und eine Schwester der schwarzen Ajah, Elza Penfell, benutzen es, um ihn dazu zu bringen, seine Geliebte Min Farshaw zu würgen. Da er die Eine Macht nicht benutzen kann, greift er unerklärlicherweise auf die Wahre Quelle zu. Die Wahre Quelle speist die beiden Teile Saidar und Saidin, den weiblichen und den männlichen Teil der Einen Kraft, die normalerweise nur vom Dunklen benutzt werden kann. Durch diese Aktion befreit sich Rand von der Wirkung des A'dam und zerbricht ihn, um im Anschluss Semirhage und Elza mit Baalsfeuer zu töten. Danach beschließt er, sich härter und emotionsloser zu machen. Er verbannt seine Beraterin Cadsuane Melaidhrin, weil sie die A'dam nicht gesichert hat, und verspricht, sie zu töten, wenn er ihr Gesicht wiedersieht.
Rand trifft sich mit den Seanchanern, einer Zivilisation, die früher in der Serie in den Kontinent eingedrungen ist. Ihre Anführerin Tuon Athaem Kore Paendrag lehnt Rands Angebot eines Waffenstillstands ab, nachdem sie eine dunkle Aura gespürt hat, die von Rand ausging, nachdem er die Eine Macht gelenkt hatte. Nach dem Treffen erklärt sich Tuon zur Kaiserin und bereitet einen Überraschungsangriff auf die Weiße Burg vor.
Graendals Versteck wird zu einem verlassenen Palast zurückverfolgt. Rand bestätigt ihre Anwesenheit und benutzt das Choedan Kal, ein mächtiges magisches Artefakt, um das gesamte Gebäude mit Baalsfeuer zu eliminieren, einer Magie, die das Ziel aus der Zeit löscht. Das Rad der Zeit kann man sich als großen kosmischen Webstuhl in Form eines Rades mit sieben Speichen vorstellen. Das Rad webt das Gewebe des Universums und ist übertragen die Zeit selbst, die immer wiederkehrt. Werden die Fäden verändert (durch Menschen die Ta'veren sind), wird das Große Muster (Ergebnis des Webens) abgeändert. Der Choedan Kal entfernt ein Muster mit dem Ergebnis, dass das Ziel vernichtet wird und niemals existiert hat. Dies entsetzt Min und Nynaeve und sie wenden sich hilfesuchend an Cadsuane. Rand gibt es auf, Arad Doman vor den Seanchan und dem Hungertod zu retten, und kehrt in die Stadt Tear zurück.
Unter der Anweisung von Cadsuane findet Nynaeve Tam al'Thor, Rands Vater, der sich mit Rand trifft, um seine emotionale Isolation zu durchbrechen. Rand wird wütend, als er erfährt, dass Tam von Cadsuane geschickt wurde, die seinen Vater fast getötet hätte, bevor sie entsetzt über das, was sie fast getan hätte, geflohen ist. Rand reist in die von Seanchanern gehaltene Stadt Ebou Dar mit der Absicht, ihre gesamte Armee zu zerstören, aber er zögert zu handeln, nachdem er gesehen hat, wie friedlich die Stadt ist. Fast wahnsinnig vor Wut und Trauer reist er zum Gipfel des Drachenbergs, dem Ort, an dem er sich in einem früheren Leben umgebracht hat. Hier hat Tam seinerzeit ein Baby gefunden, ihm den Namen Rand gegeben und ihn mit heim genommen. Wütend über die Sinnlosigkeit des Lebens, an das Rad gebunden ist, benutzt er den Choedan Kal, um genug Kraft zu schöpfen, um die Welt zu zerstören. Lews Therin, eine Stimme in Rands Kopf aus seinem früheren Leben, schlägt vor, dass man durch die Wiedergeburt die Möglichkeit hat, die Dinge richtig zu machen. Rand stimmt zu und wendet die Macht der Choedan Kal gegen ihn selbst und zerstört den Choedan Kal. Rand kann endlich wieder lachen.

### Egwene al'Vere
Der zweite Haupthandlungsstrang folgt Egwene al'Vere, Anführerin der Rebellenfraktion der Aes Sedai. Nach ihrer Gefangennahme durch die Weiße Burg im vorherigen Buch arbeitet Egwene daran, die Herrschaft von Elaida a'Roihan zu untergraben und den Streit zu schlichten, den sie in der Weißen Burg verursacht. Ihr wird zunächst die Freiheit der Burg als Novizin gewährt, aber nachdem sie Elaida öffentlich denunziert hat, nennt Elaida sie eine Dunkelfreundin, eine Anhängerin des Dunklen Königs und ordnet ihre Inhaftierung an. Als Elaida ihre Anschuldigung nicht beweisen kann, wird Egwene freigelassen.
Egwene kehrt in ihr Zimmer zurück und findet Verin Mathwin vor, die verkündet, dass sie von der Schwarzen Ajah ist. Unter Ausnutzung einer Lücke im Eid, den Verin geschworen hatte, dass sie sie "bis zur Stunde meines Todes" nicht verraten könne, vergiftet sie sich tödlich und erlaubt ihr, ihre letzte Stunde zu nutzen, um Egwene alles zu offenbaren, was sie gelernt hat. Verin erklärt, dass sie, obwohl sie gezwungen war, ihnen zu schwören oder dem Tod ins Auge zu sehen, die Position nutzte, um die Ajah zu erforschen. Sie gibt Egwene ein Tagebuch, in dem die Struktur der Gruppe und fast jedes Mitglied detailliert beschrieben sind, bevor sie dem Gift erliegt.
Als die Seanchaner die Weiße Burg angreifen, verhindert der unstruktierte Zustand der Verteidigerinnen eine effektive Verteidigung. Viele Aes Sedai werden gefangen genommen oder getötet, bis Egwene, die eine Gruppe von Novizen anführt, es schafft, die Seanchaner zu vertreiben. Siuan Sanche, Gawyn Trakand und Gareth Bryne versuchen, Egwene zu retten. Sie finden sie so erschöpft vor, dass sie nicht protestieren kann, als sie sie gegen ihren Wunsch herausholen. Nachdem sie im Lager erwacht ist, argumentiert sie, dass sie ihre Chancen ruiniert haben könnten, in der Burg Anerkennung für die Niederlage der Seanchaner zu erhalten.
Mitz den Informationen von Verin beginnt Egwene die Schwarze Ajah unter den Rebellen zu entlarven und verlangt von jeder Schwester, ihre Treue erneut zu schwören. Fünfzig Schwestern werden entlarvt und hingerichtet, zwanzig können fliehen. Die Rebellen nutzen die geschwächte Verteidigung der Weißen Burg nach dem Seanchaner-Überfall und bereiten einen sofortigen Angriff vor. Kurz bevor der Angriff stattfindet, verkünden die Burg-Aes Sedai, dass Elaida bei dem Überfall der Seanchaner gefangen genommen wurde und dass sie Egwene als ihre Anführerin haben würden, den Amyrlin-Sitz. Die Rebellen kehren zurück und beginnen mit dem Wiederaufbau der Burg.

## Schreibprozess

### Robert Jordan
Unter dem Pseudonym Robert Jordan begann James Oliver Rigney, Jr. vor der Veröffentlichung des vorherigen Buches Die Traumklinge im Jahr 2005 das geplante letzte Buch „A Memory of Light“ zu schreiben.
Geplant für die Veröffentlichung durch Tor Books im Jahr 2009, sollte es den Abschluss der Reihe bilden, die 1990 mit  Die Suche nach dem Auge der Welt begann und ursprünglich als eine Reihe von vier oder fünf Büchern gedacht war. Laut Forbes hatte Jordan vor, dieses letzte Buch zu veröffentlichen, auch wenn es 2000 Seiten oder mehr haben würde. Nachdem Jordan im Dezember 2005 an Amyloidose tödlich erkrankt war, wollte er „A Memory of Light“ auf jeden Fall beenden, bevor das "Schlimmste" passiert. Später traf er Vorbereitungen für den Fall, dass er das Buch nicht beenden konnte. „Ich fertigte Notizen an, also könnte im schlimmsten Fall jemand „A Memory of Light“ so beenden, wie ich es mir vorgestellt habe“. Kurz vor seinem Tod erklärte Jordan das letzte Buch in einer zweieinhalbstündigen Sitzung seiner Frau und seinem Cousin Wilson W. Grooms, Jr. Grooms schrieb später in einem Blog „he became the Gleeman and told the bones of it ALL to Harriet and me!“ Das Buch war zum Zeitpunkt von Jordans Tod am 16. September 2007 noch nicht fertiggestellt. Seine Witwe Harriet McDougal und sein Verleger, Tor Books Präsident Tom Doherty trafen die Entscheidung, das Buch postum fertigzustellen, wobei McDougal sagte: „Ich bin traurig, dass die Serie endet. Aber ich wäre weit mehr verzweifelt, es unvollendet, unvollständig und für immer baumeln zu lassen.“ Am 11. Dezember 2007, vier Monate nach Jordans Tod, wurde bekannt gegeben, dass McDougal Brandon Sanderson ausgewählt hatte, um das letzte Buch der Reihe fertigzustellen, obwohl die Entscheidung bereits im Vormonat getroffen worden war. Sanderson war zum Teil ausgewählt worden, weil McDougal seine Romane gelesen und gemocht hatte, und zum Teil wegen einer Trauerrede, die er für Jordan geschrieben hatte. McDougal erklärte später ihre Gründe und sagte: "Ich denke, [Sanderson] hat ein natürliches Gefühl für die ethischen und moralischen Probleme des Lebens."

### Brandon Sanderson

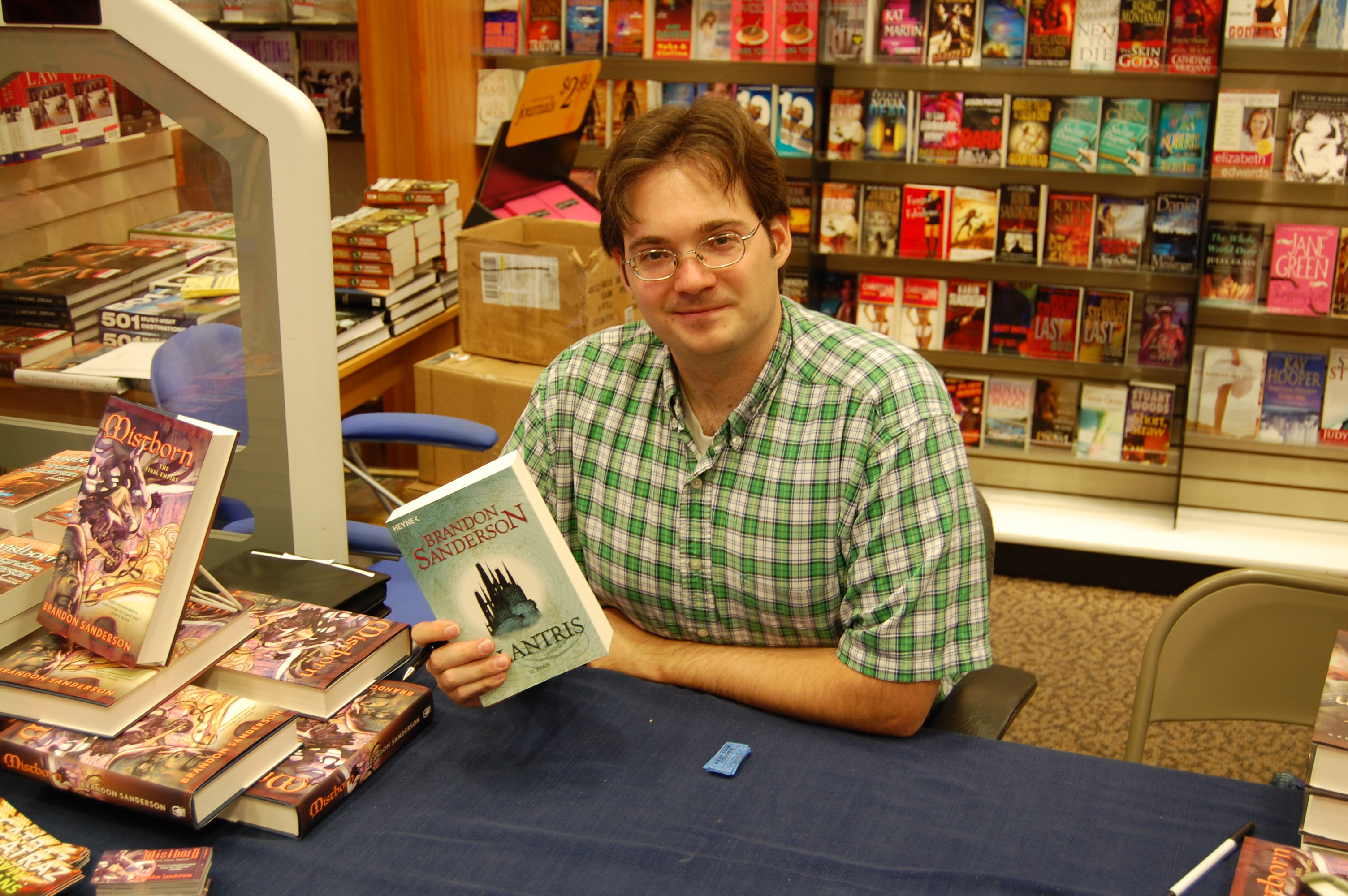
Brandon Sanderson hält bei einer Signierstunde die deutsche Ausgabe von Elantris in die Kamera

Brandon Sanderson war von der Nachricht von Jordans Tod am Boden zerstört; er ist seit seinem 15. Lebensjahr ein Fan der Serie und nennt Jordan als Inspiration. Bekannt wurde Sanderson durch seinen Roman Elantris und die Nebelgeboren-Reihe. Er wollte Jordans Stil nicht nachahmen, da er der Meinung war, dass dies "zu einer Parodie werden würde".
In einem Interview mit Sci Fi Wire sagte Sanderson, es sei eine große Ehre, die Chance zu bekommen, die Serie fertigzustellen, räumte aber ein, dass er nicht in der Lage sei, Jordans Fußstapfen zu füllen. Einige Teile des Buches wurden von Jordan fast fertiggestellt, während andere nur ein paar Absätze hatten. Teilweise waren diese Absätze im Buch Grundlage einer zwanzigseitigen Szene. Sanderson beschreibt Jordans Notizen als „erstaunlich“.
Später führte er aus, dass "die Menge an Material, die [Jordan] hinterlassen hat, dieses Buch möglich macht". Im Gespräch mit The Guardian erklärte er, dass, obwohl einige Leute das Buch nicht mögen würden und ihm alle Fehler angelastet würden, "ich sage, dass ich gewinne, weil ich Teil davon sein kann. " Bis Februar 2008 las Sanderson die gesamte Serie erneut und veröffentlichte seine Eindrücke von jedem Buch in seinem Blog. Das erneute Lesen dauerte bis März 2008, an diesem Punkt begann er „die entmutigende Natur dieses Buches zu begreifen“, mit so vielen Handlungssträngen, die gelöst werden mussten. Beim Schreiben des Buches wurde Sanderson von Maria Simons, Jordans Assistentin vor seinem Tod und "rechtem Arm", und Alan Romanczuk, dem Serienkontinuitätsmanager, zusammen bekannt als "Team Jordan", unterstützt. Sanderson widmete ihnen schließlich das Buch und schrieb, dass „ohne [sie] dieses Buch nicht möglich gewesen wäre“.
Sanderson arbeitete ursprünglich an einem Ziel von 200.000 Wörtern, später 250.000 Wörtern und bis April 2008 bis zu 400.000 Wörtern. Bis Ende Oktober 2008 war die Schätzung von 400.000 noch aktuell. Sanderson schätzte später die endgültige Länge von „A Memory of Light“ auf mindestens 750.000 Wörter in mehrere Bände aufgeteilt. Im Internet tauchten Informationen zu dem Buch auf, wobei ein Umschlagentwurf schon andeutete, dass es in mehrere Bände aufgeteilt werden würde. Am 30. März 2009 bestätigte Tor Books, dass „A Memory of Light“ in drei Bände aufgeteilt werden sollte, von denen der erste, Sturm der Finsternis, am 3. November 2009 erscheinen würde. Dieses Datum wurde später auf den 27. Oktober 2009 geändert, eine Woche früher als geplant.
Obwohl Jordan selbst nur ein einziges Buch versprochen hatte, glaubten laut Sanderson weder Jordans Witwe noch Doherty, dass er dies erreichen könne. Sanderson behauptete, dass er der Geschichte und den Charakteren mit einem einzigen Band nicht gerecht werden könne, daher sei eine Trennung unvermeidlich. Es wurde die Entscheidung getroffen, das fertige Buch in drei getrennte Bände anstatt in zwei aufzuteilen, damit zum versprochenen Termin im November 2009 ein angemessen großer Band veröffentlicht werden kann. Sanderson hat erklärt, dass das Buch, wenn es in einem einzigen Band geblieben wäre, nicht vor November 2011 hätte veröffentlicht werden können und wahrscheinlich so umfangreich gewesen wäre (etwa 2.000 Seiten), dass es nicht veröffentlicht werden könnte.
Bei der Aufteilung erklärte Sanderson, dass er ohne sie „die Geschichte von Höhepunkt zu Höhepunkt hätte verfolgen müssen“ und sogar Aspekte von Hauptfiguren opfern würde, um schließlich zu entscheiden, dass „Das Rad der Zeit etwas Besseres verdient hätte“.
Der erste Band sollte ursprünglich den Titel „A Memory of Light: Gathering Clouds“ tragen. Die anderen Bände hatten funktionierende Untertitel von „Shifting Winds“ und „Tarmon Gai'don“ für den zweiten bzw. dritten Teil. An dem Punkt, an dem der Titel „A Memory of Light“ gestrichen wurde, weil Buchläden befürchteten, dass er verwirrend sein könnte, entschied Sanderson, dass der Untertitel „Gathering Clouds“ „zu allgemein, zu einfach“ sei, um als Titel verwendet zu werden. McDougal entschied sich für „The Gathering Storm“, basierend auf Vorschlägen von Doherty. Sanderson gibt an, dass er den Namen als "einen der langweiligeren Wheel of Time-Titel" betrachtet.

## Veröffentlichung
Tor veröffentlichte vor der eigentlichen Veröffentlichung mehrere Kostproben von „The Gathering Storm“. Das erste und das zweite Kapitel wurden am 4. September und am 23. September kostenlos veröffentlicht. Ein E-Book des Prologs „What the Storm Means“ wurde am 17. September 2009 zum Kauf freigegeben. Vor der Veröffentlichung wurden auch die endgültigen Titel der letzten beiden Bücher als Mitternachtstürme und Das Vermächtnis des Lichts für das 13. bzw. 14. Buch bekannt gegeben. Sanderson war der Meinung, dass die Verwendung des Titels „A Memory of Light“ für das letzte Buch „der beste Weg war, Mr. Jordans Wünsche zu erfüllen“.
„The Gathering Storm“ wurde am 27. Oktober 2009 mit einer anfänglichen Auflage von einer Million Büchern veröffentlicht. Sanderson unterstützte die Veröffentlichung mit einer Signiertour durch 25 Städte, bei der McDougal an einigen Veranstaltungen teilnahm. Die erste Station der Tour war eine Mitternachts-Release-Party in Provo, Utah, an der mehrere hundert Fans der Serie teilnahmen.

## Rezeption
„The Gathering Storm“ erreichte, wie die vier vorangegangenen Bücher der Reihe, den ersten Platz in der „New York Times“ Bestsellerliste für Hardcover-Belletristik für die Woche vom 6. November 2009; Das Ende der siebenwöchigen "Herrschaft" von Dan Browns Das verlorene Symbol. Es fiel nach einer Woche auf den vierten Platz zurück.
Nach der Veröffentlichung des Buches waren die Reaktionen positiv. Man war sich einig, dass das Tempo im Vergleich zu anderen Büchern der Reihe schneller war. Viele Nebenhandlungen wurden aufgelöst, was Zack Handlen, der für den The A.V. Club, einer US-amerikanischen Internet-Zeitung schrieb, als befriedigend empfand und sagte, dass das Buch „eine gesegnete Bereitschaft hatte, lose Enden zu verknüpfen“, etwas, von dem er glaubte, dass Jordan dies nicht tun wollte. In a positive review, Seth Bracken of Deseret News explained that the pace is jarring but it also "creates a sense of urgency."
Rezensenten stellten fest, dass Sandersons Stil im Roman sehr gut erkennbar ist. Handlen war der Meinung, dass Sandersons Prosa im Vergleich zu Jordans "einige der beschreibenden Schlagkraft fehlt". Michael Mason-D'Croz, der für den Lincoln Journal Star schrieb, sagte weiter, dass Sandersons "Stimme auf bestimmte Weise durchkommt", und beschrieb das Buch als die "ultimative Fanfiction".

## Themen
Es gibt mehrere Themen, die auf aktuelle Weltereignisse des Jahres 2009 und Themen wie Folter basieren. Co-Autor Brandon Sanderson, der teilweise aufgrund seines Verständnisses für ethische und moralische Fragen ausgewählt wurde, um das Buch fertigzustellen, hat in einem Interview mit Wired zugegeben, dass er an diese Dinge dachte aber er machte nicht absichtlich eine politische Allegorie. Weiter heißt es: "Fantasy ist im Kern von Natur aus repräsentativ." Er beschrieb auch das Lachen als Thema für das Buch, wobei die Hauptfigur selbst nicht lachen konnte: "Wir haben das schreckliche Lachen und das volle, freudige Lachen und die Stille des armen Rand in der Mitte."

## Ausgaben
- The Gathering Storm. Tor, 2009, ISBN 978-0-7653-0230-4.
  - Der aufziehende Sturm. Piper, 2010, ISBN 978-3-492-28631-2.
  - Die Macht des Lichts. Piper, 2010, ISBN 978-3-492-28632-9.
  - Gesamtübersetzung: Sturm der Finsternis. Piper, 2016, ISBN 978-3-492-70247-8.